# TV-året 1980

## Händelser

### Januari
- 14 januari - Premiär för det regionala nyhetsprogrammet Östnytt från Norrköping.[1]

### Februari
- Februari - Sveriges Radios publikundersökningar (PUB) visar att 13 procent av tittarna dagligen är missnöjda med utbudet. Varje dag ser 73 procent av tittarna på TV2 och 59 procent på TV1.

### Mars
- 8 mars - Melodifestivalen vinns av Tomas Ledin med låten Just nu!.

### April
- 19 april - Eurovision Song Contest i Haag vinns av Johnny Logan från Irland med låten What's Another Year?
- 25 april-10 maj - På grund av storkonflikten i Sverige sänds endast nyheter i SVT.[2]

### Juli
- 1 juli - TV-licensen i Sverige för svartvit TV höjs med 72 SEK till 412 SEK per år. Tilläggsavgiften för färg-TV höjs till 160 SEK per år.

### Oktober
- 1 oktober - Siewert Öholm börjar som redaktionschef för TV i Umeå
- 27 oktober - Kafé 18 i SVT blir det första av en mängd caféprogram under 1980- och 1990-talen.[3]

### December
- 1 december - I Sverige inleder Televerket "Operation pejling", som skall avslöja den som licensskolkar.[4]

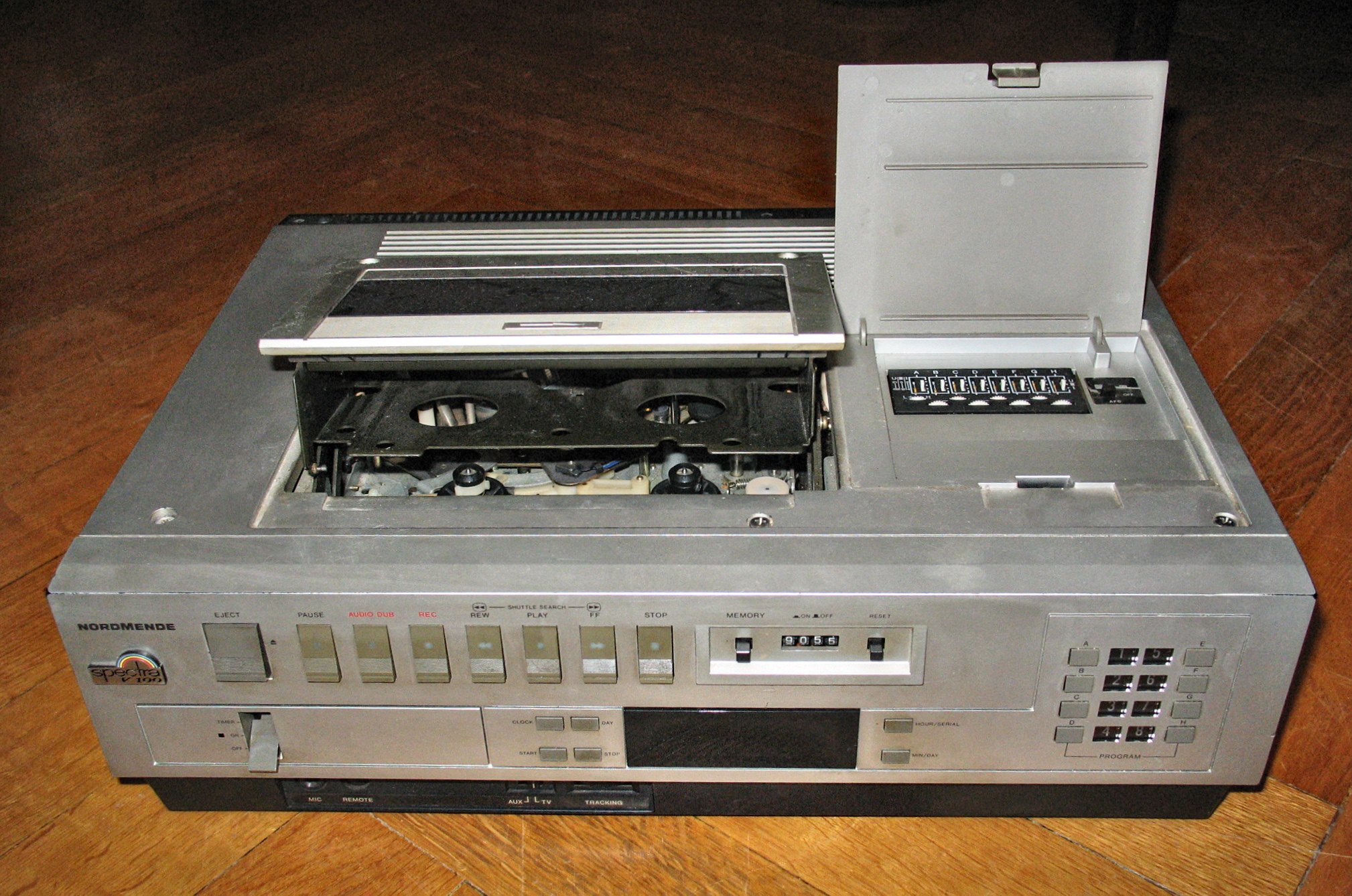
Videovåldsdebatt i Sverige.

- 2 december - Ett svenskt TV-program där bland annat avsnitt ur filmen Motorsågsmassakern visas, utlöser debatt om videovåldet.[5]
- 16 december - Med röstsiffrorna 157-156 beslutar Sveriges riksdag att utredningen om Nordsat, en gemensam nordisk TV-satellit, ska fortsätta. Kulturminister Jan-Erik Wikström (fp) är fortsatt optimistisk, medan Maj Britt Theorin (s) vill säga nej.

## TV-program

### Sveriges Television
- 1 januari – TV-pjäsen Räkan från Maxim med bland andra Lena Nyman, Monica Zetterlund, Tommy Berggren.
- 1 januari – TV-pjäsen Den sista kärleken med Birger Åsander, Svea Holst Widén, med flera har premiär i TV 1. [6]
- 4 januari – Frågesportprogrammet Manligt-kvinnligt med Cilla Ingvar.
- 5 januari – Dokumentär om den 16-årige spelmannen Kalle Moraeus.
- 6 januari – Operetten Min syster jag med Nils Poppe, Berit Carlberg, Hans-Peter Edh, med flera från Fredriksdalsteatern i Helsingborg. [7]
- 7 januari – Amerikanska serien Betygsjakten (Paperchase).
- 7 januari – Med Anki och Meta på Mysen, musik i pubmiljö med Ann-Kristin Hedmark och Meta Roos.
- 8 januari – Start för den västtyska dramaserien Sin egen lyckas smed (Ein Mann will nach oben).
- 11 januari – Premiär för Här är ditt liv med Lasse Holmqvist. [8]
- 14 januari - Thrillerserien Död mans ord med bland andra Gunilla Abrahamsson, Leif Ahrle, Yvonne Lombard och Svante Grundberg.
- 16 januari - Premiär för frågeleken Svaret är givet - frågan är fri med bland andra Hans Alfredson, Meta Velander och Sigge Fürst. Programledare: Lennart Swahn.
- 16 januari - Start för Mitt i naturen, naturmagasin med Gunnar Arvidson.
- 18 januari - Krogshowen Cirkus Rydberg med Eva Rydberg och Ewa Roos, inspelad på Restaurang Kronprinsen i Malmö.
- 20 januari - Ny omgång av N.P. Möller, fastighetsskötare med Nils Ahlroth i huvudrollen.
- 21 januari - Premiär för brittiska serien Thomas och Sarah (Thomas and Sarah).
- 23 januari - Välkommen in i värmen, show med Lasse Tennander inspelad på Münchenbryggeriet i Stockholm.
- 28 januari - Nypremiär för barnserien Jalle, Julle och Hjulius.
- 28 januari - Säsongsstart för Måndagsbörsen, direktsänt nöjesprogram med aktuella artister.
- 30 januari - Norska Bröderna Dal och professor Drövels hemlighet (Brødrene Dal og professor Drøvels hemmelighet).
- 2 februari - Amerikanska serien Bilstaden (Wheels).
- 4 februari - Djungelbokens värld, naturprogram med Jan Lindblad, del 1 av 3.
- 7 februari - Premiär för den amerikanska serien Presidenter och tjänstefolk, del 1 av 5.
- 8 februari - 100:e avsnittet av Nygammalt sänds under rubriken Jubelnygammalt.
- 11 februari - TV-pjäsen Det vita lyser i mörkret med Margaretha Byström, Frej Lindqvist, Peter Harryson, Pia Green, med flera sänds i TV 1. [9]
- 13 februari - Ny säsong av den engelska dramaserien Hem till gården.
- 15 februari - Magnus och Brasse Show med Magnus Härenstam och Brasse Brännström samt gäster. Del 1 av 5.
- 17 februari - TV-pjäsen Huset i världens mitt med Mona Malm, Tommy Johnson, Björn Gustafson med flera sänds i TV 1. [10]
- 21 februari - Dramadokumentären SOS Harrisburg med bland andra Frej Lindqvist, Jan Bergquist, Birger Malmsten.
- 21 februari - Ny säsong av Tekniskt magasin med Erik Bergsten.
- 24 februari - Ny omgång av Musikfrågan Kontrapunkt med Sten Broman.
- 25 februari - Brittiska serien Högt spel - strama tyglar (The Racing Game)
- 27 februari - TV-filmen Vi hade i alla fall tur med vädret med bland andra Rolf Skoglund och Claire Wikholm.[11]
- 29 februari - Ny omgång av Rockford tar över (The Rockford Files) med James Garner
- 1 mars - Premiär för underhållningsserien Lördagsgodis med Håkan Sterner och gäster.
- 10 mars - TV-pjäsen Och skeppets namn var Gigantic med Björn Gustafson, Jan Nygren, Ingvar Kjellson, Nils Eklund, Bert-Åke Varg, med flera.
- 15 mars - Premiär för familjeserien Styv kuling i regi av Lars-Magnus Lindgren med Kent Andersson, John Harryson, Mona Andersson, med flera. Del 1 av 7.
- 16 mars - Premiär för fiskemagasinet Visst nappar det med Bengt Öste och Larz-Thure Ljungdahl.
- 19 mars - Allsångskonsert med Kjell Lönnå och Sundsvalls kammarkör, del 1 av 3.
- 22 mars - Dagen före folkomröstningen om kärnkraften hade TV1 planerat sända filmen Atomligan, men kanalchefen Sam Nilsson vägrar.
- 23 mars - Premiär för TV-serien Dubbelstötarna med Frej Lindqvist, Björn Gustafson, Helena Brodin, med flera.
- 24 mars - TV-pjäsen Söndag fruktansvärda söndag av Reidar Jönsson med Thomas Roos, Lena Gester, med flera.
- 24 mars - Dokumentärfilmen Så fruktansvärt onödigt av Roy Andersson
- 29 mars - TV-pjäsen Spela Allan med bland andra Bengt Stenberg, Kim Anderzon, Lis Nilheim och Bert-Åke Varg.
- 3 april - Premiär för den amerikanska dramaserien Rötter (Roots).
- 5 april - TV-pjäsen Välkommen hem med Ewa Fröling, Lars Amble, med flera.
- 5 april - Herr Thörnqvists irrfäder, underhållningsprogram i två avsnitt med Owe Thörnqvist.
- 6 april - TV-pjäsen Den ynkryggen Valdemar med bland andra Gunnel Broström, Stig Järrel och Ernst-Hugo Järegård.
- 9 april - TV-pjäsen Mörker och blåbärsris av Kerstin Ekman med Solveig Ternström, Krister Henriksson, Gus Dahlström, Vivica Bandler, med flera.
- 11 april - Nazityska dokumentärfilmen Segern i väster (Sieg im Westen) från 1941.
- 12 april - Start för Rameldags, musikunderhållning med Povel Ramel, del 1 av 4.
- 14 april - Premiär för På banken, komediserie i fyra avsnitt med bland andra Gösta Krantz, Fredrik Ohlsson och Gerd Hegnell.
- 14 april - Lars Forssells pjäs Mary Lou med bland andra Harriet Andersson och Kjell Bergqvist.
- 17 april - Start för en ny omgång av TV-serien Hedebyborna med Kent Andersson, Nina Gunke, Siv Ericks, med flera.
- 18 april - Premiär för Varieté Påfågeln, underhållningsserie i sex avsnitt med Cyndee Peters och gästartister.
- 23 april - Thrillern Hyenan ler faktiskt inte med Thomas Hellberg, Kjell Bergqvist, Per Myrberg, Peter Harryson, med flera.
- 29 april - Generalsekreteraren, dokumentär i fyra delar om Dag Hammarskjöld.
- 30 april - Snubbelgökarna, show från Gröna Lund med Eva Rydberg och George Carl.
- 7 maj - Start för Kasta loss, reportageserie om ungdomar med Christoffer Barnekow.
- 10 maj - Ann-Louise, en kabaré med Ann-Louise Hanson och Bruno Glennmarks orkester.
- 11 maj - Start för en ny omgång av den amerikanska komediserien Lödder.
- 13 maj - Brittiska dramaserien Tid att leva (Telford's Change).
- 14 maj - Premiär för den amerikanska komediserien Mork & Mindy (Mork & Mindy) med Robin Williams.
- 14 maj - Monologen En rolig halvtimme med Ernst-Hugo Järegård.
- 19 maj - Premiär för västtyska kriminalserien Den gamle deckarräven (Der Alte).
- 24 maj - Amerikanska serien Hogans hjältar (Hogan's Heroes).
- 24 maj - Amerikanska spionthrillern Operation Tortugas (The Rhinemann Exchange).
- 25 maj - Spanska dramaserien Vass och dy (Cañas y barro).
- 30 maj - En ny omgång av Gäst hos Hagge med Hagge Geigert. Ingemar Johansson är säsongens första gäst.
- 1 juni - Ny omgång av amerikanska dramaserien Rötter (Roots).
- 4 juni - Premiär för norska dramaserien Gränsland.
- 9 juni - Brittiska dramaserien Rebecca (Rebecca).
- 9 juni - Amerikanska ungdomsserien Tom Sawyer och Huckleberry Finn (Huckleberry Finn and His Friends)
- 16 juni - Start för den australiska dramaserien Mot alla vindar (Against the Wind).
- 20 juni - Midsommarfirande från Koster med Lars-Gunnar Björklund och Bibi Andersson och gästartister.
- 23 juni - Kom i Kostervals, underhållningsserie med Per Grevér, Monica Malmström och gäster.
- 21 juni - Start för den amerikanska deckarserien Daniel Stone - kändisdeckare (Stone).
- 27 juni - Australisk thrillerserien Oskyldigt misstänkt (Run From the Morning).
- 4 juli - Säsongsstart för Allsång på Skansen med Bosse Larsson. Bröderna Djup och Louise Raeder är säsongens första gästartister.
- 8 juli - Brittiska dramaserien Kärlekens omvägar.
- 11 juli - Familjeunderhållningen På grund av semester med Staffan Ling och Bengt Andersson.
- 19 juli - Invigning av Sommar-OS i Moskva
- 21 juli - Start för brittiska dramaserien Lillie (Lillie) i 13 delar med Francesca Annis som Lillie Langtry.
- 22 juli - Ny omgång av brittiska I vår Herres hage (All Creatures Great and Small).
- 2 augusti - Start för underhållningsserien Sommar i stan med Carin Mannheimer, Maria Scherer och Ingvar Oldsberg, med flera.
- 6 augusti - Ny omgång av fiskemagasinet Visst nappar det med Bengt Öste och Larz-Thure Ljungdahl
- 10 augusti - Franska dramaserien Jag anklagar (Émile Zola ou La conscience humaine).
- 25 augusti - Brittiska dramaserien Familjen Strauss (The Strauss Family).
- 26 augusti - Franska dramaserien Manon Lescaut (Histoire du chevalier Des Grieux et de Manon Lescaut).
- 28 augusti - Australiska ungdomsserien Polare (Top Mates).
- 30 augusti - Nyzeeländska ungdomsserien Äventyr i vulkanbyn (Children of Fire Mountain).
- 31 augusti - TV-pjäsen Det frusna Atlantis med Anders Nyström, M.A. Numminen, Claes af Geijerstam, med flera.
- 31 augusti - Amerikanska komediserien Benson (Benson), del 1 av 13.
- 3 september - Premiär för Utanför ramarna, lättsam frågelek runt bildkonsten med Åke Strömmer.
- 6 september - Premiär för kriminalkomedin Sinkadus med bland andra Hans Ernback, Mona Seilitz och Nils Eklund.
- 6 september - Tommy Körberg och Björn Skifs, två artister och deras musik. Del 1 av 2.
- 7 september - Brittiska serien Sherlock Holmes och doktor Watson (Sherlock Holmes and Dr Watson).
- 8 september - Packhus 18 med Viveca Lärn och Wiveca Warenfalk.
- 11 september - Nya avsnitt av Hedebyborna.
- 14 september - Start för barnserien Kolja med persilja med Tomas von Brömssen och Ola Lindegren.
- 15 september - Brasilianska dramaserien Malu - kvinna idag (Malu mulher).
- 16 september - Ny omgång av brittiska Hem till gården (Emmerdale Farm).
- 17 september - TV-pjäsen Gud bevare omgivningen med bland andra Stig Ossian Ericson och Birgitta Andersson.
- 19 september - Premiär för brittiska Plankan (The Plank).
- 19 september - Brittiska serien Ring så spanar vi (Shoestring).
- 19 september - Sonya Hedenbratt med gäster underhåller i Sonya med Y.
- 19 september - Underhållning för unga i Bälinge byfest
- 20 september - Franska dokudramaserien Stalin-Trotskij (Staline-Trotsky: Le pouvoir et la révolution).
- 21 september - TV-pjäsen Zoo Story med bland andra Carl-Ivar Nilsson och Tomas Pontén.
- 26 september - Norska science-fictionserien Fripassageraren (Blindpassasjer)
- 29 september - Ny omgång av Måndagsbörsen med Jonas Hallberg med flera.
- 30 september - Ny omgång av Studio S med Göran Elwin.
- 1 oktober - TV-filmen Jackpot, regi Kjell Sundvall, med Tommy Johnson, Margreth Weivers, Ingvar Hirdwall, Roland Janson, med flera.
- 2 oktober - Faktaserien Super vi ihjäl oss? om alkoholismens faror.
- 4 oktober - Västernserien Kampen om Colorado (Centennial).
- 9 oktober - Ny omgång av underhållningsserien Sånt är livet med Åke Wilhelmsson, Inger Säfwenberg och Henrik S. Järrel.
- 11 oktober - Faktaserie för barn, Vet en fisk vad vatten är? med Etienne Glaser.
- 12 oktober - TV-pjäsen Fiender med Bengt Eklund och Jan Blomberg.
- 15 oktober - En ny säsong av Trafikmagasinet.
- 18 oktober - Sjätte säsongen av Gomorron Sverige med nye programledaren Per Ragnar.
- 21 oktober - Faktaserien En svensk historia med Hans Villius och Olle Häger.
- 22 oktober - TV-pjäsen Nattvandraren med Ingvar Hirdwall, Håkan Serner, Kim Anderzon, Anna Godenius med flera.
- 24 oktober - Underhållningsserien Vitsuellt med Inga Gill, Jarl Borssén, Eva Bysing, Ulf Brunnberg, med flera.
- 24 oktober - Musikserien Från Boston till pop med Pontus Gustafsson, Kjell Bergqvist, med flera.
- 27 oktober - Premiär för Kafé 18 med Agneta Bolme.
- 29 oktober - Frågesportprogrammet Klick klick med Ingvar Oldsberg
- 29 oktober - TV-pjäsen Mördare! Mördare! med Lennart Hjulström, Palle Granditsky, Harriet Andersson, Torsten Wahlund, med flera.
- 30 oktober - Lena Maria Show med Lena-Maria Gårdenäs Lawton och gäster. Del 1 av 4.
- 31 oktober - Ny omgång av Fråga Lund med bland andra Jan-Öjvind Swahn
- 1 november - Ungdomsserien Drömplanket med Per Dunsö och Ola Ström.
- 2 november - TV-pjäsen Syndabocken med Leif Hedberg, Gunnar Öhlund, Arne Källerud, med flera.
- 5 november - Serien Innan vintern kommer med Viveca Lindfors, Halvar Björk, Evabritt Strandberg, Lars-Erik Berenett, med flera.
- 7 november - 'Cirkus Zero med Robert Broberg, Kjell Bergqvist, Johannes Brost, med flera.
- 13 november - Franska dramaserien Hämndens ögonblick (Rendez-vous en noir).
- 15 november - Ungdomsserien Slödder med Bergljót Árnadóttir, Anders Linder med flera.
- 16 november - TV-pjäsen Swedenhielms med Jarl Kulle, Anita Wall, Sif Ruud, Marika Lindström, Börje Ahlstedt, Björn Gustafson, med flera.
- 18 november - Amerikanska advokatserien Kaz (Kaz).
- 20 november - Dramaserien Lycka till med Benny Haag, Camilla Holmqvist, Nils Brandt, Niels Dybeck, med flera.
- 23 november - Ungersk-italienska serien Orientexpressen (Il treno per Istambul).
- 29 november - Lasse Berghagen Show med Lasse Berghagen från Cirkus.
- 30 november - TV-pjäsen Ett drömspel med Gösta Prüzelius, Marika Lindström, Sven-Bertil Taube, Erland Josephson, Börje Ahlstedt, Thomas Hellberg, med flera.
- 30 november - TV-serien Bröllop med förhinder med Ingrid Janbell, Rune Turesson, Hans Josefsson, med flera.
- 1 december - Årets julkalender är Det blir jul på Möllegården. [12]
- 2 december - Italienska serien Martin Eden (Martin Eden).
- 3 december - TV-pjäsen Modet att döda med Percy Brandt, Lars Green, Marika Lindström.
- 5 december - Ny omgång av frågesporten Vem vet var? med Pekka Langer och Carl-Uno Sjöblom.
- 6 december - Ny omgång av Trazan Apansson med Lasse Åberg och Klas Möllberg
- 8 december - Brittiska serien Ont uppsåt (Malice aforethought).
- 11 december - Allsångskonsert från Sundsvall med Kjell Lönnå.
- 14 december - TV-pjäsen Midsommardröm i fattighuset med Allan Edwall, Anita Björk, Sven Lindberg, Tor Isedal med flera.
- 24 december - Jullovsprogrammet Jul igen hos Julofsson med Margaretha Byström, Ulf Brunnberg, Louise Raeder, Stefan Grybe, med flera. [13]
- 24 december - Franska dramaserien Greven av Monte-Cristo (Le comte de Monte Cristo).
- 24 december - Amerikanska serien Moviola med bland andra svenskan Kristina Wayborn.
- 25 december - Föreställningen HMS Pinafore med Hans Alfredson med flera.
- 26 december - Folklustspelet Värmlänningarna med Anna-Lotta Larsson, Marika Lindström, Tommy Körberg, Sven Lindberg, med flera.
- 27 december - Dokumentärfilmen Abba – the Movie om Abba av Lasse Hallström.
- 28 december - Föreställningen Lilla prinsen från Saltsjöbadens teater med bland andra Pernilla Wahlgren.
- 29 december - Tecknade Landet Narnia (The Lion, The Witch and the Wardrobe) dubbat av Jan Bergquist, Hans Lindgren, Inga Sarri, Pär Nuder, med flera.
- 30 december - Franska dramaserien Kustens döttrar (Les dames de la côte).

## Födda
- 12 maj – Anna Brolin, svensk TV-programledare.
- 4 november – Julia Messelt, svensk TV-programledare.

## Avlidna
- 7 juni - Henry Lindblom, svensk sångare, skådespelare och tv-man.

### Fotnoter
1. ↑  ”Svensk mediedatabas”. http://smdb.kb.se/catalog/search?q=%C3%96stnytt&sort=OLDEST. Läst 30 mars 2011.
2. ↑   Horisont 1980. Bertmarks
3. ↑  ”Svensk mediedatabas”. http://smdb.kb.se/catalog/search?q=%22Kaf%C3%A9+18%22&sort=OLDEST. Läst 30 mars 2011.
4. ↑  Horisont 1980, Bertmarks förlag, sidan 274 - Licensskolkare i fara
5. ↑  Hundra år i Sverige - 1980, Hans Dahlberg, Albert Bonniers, 1999
6. ↑  ”Svensk mediedatabas”. http://smdb.kb.se/catalog/search?q=%22Den+sista+k%C3%A4rleken%22+typ%3Atv&sort=OLDEST. Läst 6 april 2011.
7. ↑  ”Svensk mediedatabas”. http://smdb.kb.se/catalog/search?q=%22Min+syster+och+jag%22+typ%3Atv&sort=OLDEST. Läst 6 april 2011.
8. ↑  ”Svensk mediedatabas”. http://smdb.kb.se/catalog/search?q=%22H%C3%A4r+%C3%A4r+ditt+liv%22+typ%3Atv&sort=OLDEST. Läst 6 april 2011.
9. ↑  ”Svensk mediedatabas”. http://smdb.kb.se/catalog/search?q=%22Det+vita+lyser+i+m%C3%B6rkret%22+typ%3Atv&sort=OLDEST. Läst 7 april 2011.
10. ↑  ”Svensk mediedatabas”. http://smdb.kb.se/catalog/search?q=%22Huset+i+v%C3%A4rldens+mitt%22+typ%3Atv&sort=OLDEST. Läst 7 april 2011.
11. ↑  ”Svensk mediedatabas”. http://smdb.kb.se/catalog/search?q=%22vi+hade+i+alla+fall+tur+med+v%C3%A4dret%22+typ%3Atv&sort=OLDEST. Läst 7 april 2011.
12. ↑  ”Jultradition”. Arkiverad från originalet den 25 april 2012. https://web.archive.org/web/20120425112719/http://www.jultradition.se/tv.htm. Läst 26 mars 2011.
13. ↑  ”Svensk mediedatabas”. http://smdb.kb.se/catalog/search?q=%22Jul+igen+hos+Julofsson%22+typ%3Atv&sort=OLDEST. Läst 7 april 2011.